# Cestonia lupicolor
Cestonia lupicolor är en tvåvingeart som beskrevs av Richter 1974. Cestonia lupicolor ingår i släktet Cestonia och familjen parasitflugor. Inga underarter finns listade i Catalogue of Life.